# La Vacquerie-et-Saint-Martin-de-Castries
La Vacquerie-et-Saint-Martin-de-Castries là một commune thuộc tỉnh Hérault trong vùng Occitanie ở phía nam nước Pháp.